# Чемпионат Сейшельских Островов по футболу
Чемпионат Сейшельских Островов по футболу (англ. Seychelles Premier League) — высший футбольный дивизион Сейшельских Островов. Контролируется Сейшельской футбольной федерацией.
Впервые футбольный турнир на Сейшельских островах был проведён в 1936 году. Им стал Кубок вызова, организованный доктором Дж. Т. Брэдли. В первом турнире участвовало 5 команд. В дальнейшем количество участников росло и к 1955 году достигло 9. В 1960-е годы в сейшельском футболе доминировал клуб «Аскот», а в следующем десятилетии — «Рейнджерс» и «Роверс». С 1982 по 1993 год турнир проводился по различным регионам страны, а с 1995 года разыгрывается как общий чемпионат страны среди лучших клубов Сейшел.
В текущем 2023/24 в чемпионате играет 10 команд. Наибольшее число побед в чемпионате Сейшел принадлежит клубу «Сент-Луис», имеющем в своём активе 15 трофеев. Действующим чемпионом является «Форестерс».
Победитель чемпионата получает право сыграть в квалификации Лиги чемпионов КАФ, главном африканском клубном турнире.

## Участники
В чемпионате Сейшельских Островов сезона 2023/24 участвует 10 команд:
- Анс-Реюньон (Анс-Реюньон)
- Базар Бразерс (Пуэнт-Ла-Руж)
- Дефенс Форсес
- Кот д'Ор (Праслен)
- Ла Пасс (Ла Пасс)
- Лайтстарс (Гранде-Анс)
- Норзерн Дайнамо (Гласис)
- Сен-Мишель Юнайтед (Анс-о-Пен)
- Сент-Луис (Виктория)
- Форестерс (Праслен)

## Список чемпионов
- 1979 — Сент-Луис
- 1980 — Сент-Луис
- 1981 — Сент-Луис
- 1982 — Форестерс Мон Флёри
- 1983 — Сент-Луис
- 1984 — Форестерс Мон Флёри
- 1985 — Сент-Луис
- 1986 — Сент-Луис
- 1987 — Сент-Луис
- 1988 — Сент-Луис
- 1989 — Сент-Луис
- 1990 — Сент-Луис
- 1991 — Сент-Луис
- 1992 — Сент-Луис
- 1993 — не проводился
- 1994 — Сент-Луис
- 1995 — Сент-Луис
- 1996 — Сен-Мишель Юнайтед
- 1997 — Сен-Мишель Юнайтед
- 1998 — Ред Стар
- 1999 — Сен-Мишель Юнайтед
- 2000 — Сен-Мишель Юнайтед
- 2001 — Ред Стар
- 2002 — Ла Пасс и Сен-Мишель Юнайтед
- 2003 — Сен-Мишель Юнайтед
- 2004 — Ла Пасс
- 2005 — Ла Пасс
- 2006 — Анс-Реюньон
- 2007 — Сен-Мишель Юнайтед
- 2008 — Сен-Мишель Юнайтед
- 2009 — Ла Пасс
- 2010 — Сен-Мишель Юнайтед
- 2011 — Сен-Мишель Юнайтед
- 2012 — Сен-Мишель Юнайтед
- 2013 — Кот д'Ор
- 2014 — Сен-Мишель Юнайтед
- 2015 — Сен-Мишель Юнайтед
- 2016 — Кот д'Ор
- 2017 — Сент-Луис
- 2018 — Кот д'Ор
- 2019/20 — Форестерс Мон Флёри
- 2020/21 — отменён
- 2022 — Ла Пасс
- 2023 — Форестерс Мон Флёри

## Достижения по клубам
| Клуб                | Титулов | Посл |
| ------------------- | ------- | ---- |
| Сент-Луис           | 15      | 2017 |
| Сен-Мишель Юнайтед  | 13      | 2015 |
| Ла Пасс             | 5       | 2022 |
| Кот д'Ор            | 3       | 2018 |
| Форестерс Мон Флёри | 4       | 2023 |
| Ред Стар            | 2       | 2001 |
| Анс-Реюньон         | 1       | 2006 |

## Список бомбардиров
| Сезон | Футболист     | Клуб        | Голов |
| ----- | ------------- | ----------- | ----- |
| 2003  | Филип Зиалор  | Сен-Мишель  |       |
| 2006  | Йелванни Роуз | Анс-Реюньон | 13    |
| 2008  | Филип Зиалор  | Сен-Мишель  | 22    |